# 타이브레이크
타이브레이크(영어: tiebreak) 또는 타이브레이커(영어: tiebreaker)는 테니스 등 스포츠나 게임에서 여럿이 동률일 때 그중에서 승자나 앞선 순위를 가진 사람을 결정하는 제도이다.

## 일반적인 예
하나의 경기에서 타이브레이크는 라운드를 추가하는 방식으로 이뤄진다. 퀴즈 대회라면 동률인 사람들에게 또다른 문제를 낸다거나, 축구, 야구의 연장전 또는 추가 시간을 주는 방식이다. 이런 추가적인 라운드는 승부차기처럼 정규 경기와 다른 형식으로 이뤄지기도 한다.

## 사례

### 축구
축구에서 토너먼트와 같이 승자를 결정해야 할때는 연장전을 치른다. 한때는 연장전 동안 처음 골을 넣은 팀이 이기면서 경기가 끝나는 골든골 제도가 쓰였지만 현재는 폐지되었다. 연장전은 30분간 진행되며 처음 연장전 전반전이 시작된지 15분이 지난 뒤 쉬는 시간 없이 골대 위치를 바꾸어 후반전을 진행한다. 여전히 동률이 되면 승부차기를 진행한다. 최근 몇몇 대회는 결승전과 같은 중요한 경기가 아닌 경우 연장전 없이 승부차기를 실시하기도 한다.

### 야구
- 야구에서 정규 이닝이 끝났을 때 동점인 경우 추가 이닝을 진행한다. 추가 이닝에서는 점수가 나기 쉽게 하기 위해 주자를 미리 내보낸 채 승부치기를 진행하기도 한다.[1]
- 대한민국에서도 타이 브레이커 경기가 펼쳐졌는데 공동 순위와 공동 승률을 점하고 있을 경우 따로 타이 브레이커 경기를 하여 승리하는 팀과 패배하는 팀을 가리게 되었다.

### 도마(체조)
체조 종목 도마에서 동점시에는, 1· 2차 시기 중 더 높은 점수를 얻은 선수가 승자가 된다.

### 라운드 로빈 제도에서의 타이브레이크
라운드 로빈 제도(일명 리그전)에서는 승점 등 특정 성적이 동률인 팀의 순위를 가르기 위해, 득실점, 상대 전적 등의 다양한 타이브레이커가 적용된다.

## 같이 보기
- 승부치기
- 승자승 원칙
- 연장전